# 無上正等正覺
無上正等正覺，又作無上正等菩提、無上正等覺、無上正覺，音譯為阿耨多羅三藐三菩提、阿耨多羅三耶三菩，意爲“至高無上正確徹底的全面覺悟”，舊譯作無上正真道。是指佛教修行的最高覺悟、最高涅槃境界，證得此者與成佛無異。
正等正覺（三藐三菩提），又作正等覺、等正覺、正等菩提、正遍知、正遍覺、正遍知覺、正盡覺、正真正道、正真道、正真覺、正真正覺、正真道最正覺、正真最正覺、正真等正覺、至真等正覺、最正覺、平等覺、平等道、平等正覺、平等正道、正覺等。《元亨寺漢譯南傳大藏經》譯三藐三佛陀為正自覺。

## 詞義
「阿」（a-）就是「無、沒有、沒盡頭、沒有限量」的意思，「耨多羅」（nuttara）則是「更高、更上」的意思，“阿耨多羅”（anuttara）義思爲“無上”，就是「沒有更高、更上」的意思，指的是「最高」。「三」（sam-）為「完全，合一」的意思，「藐」（-myak）則為「正确、非错」之意，「三藐」為“准确”，漢譯爲“正等”、「正真」或「正」，解釋為「正確的」、「徹底的」、「完全的」。「菩提」是「覺知、覺悟」，「三菩提」（saṃbodhi）漢譯為「正覺」、「正道」、「遍知」、「遍覺」或「等覺」，意思是「完美的、最高的覺悟」。
鳩摩羅什解作：「三藐名正，三名遍，菩提名知，佛名覺」，慧遠解作：「三之言正；藐之言真；三復名正；菩提名道；佛陀名覺。」，窺基解作：「三，正也；藐，等也；又三正也；菩提覺也」，慧苑解作：「三藐，正也；三，遍也、等也；菩提，覺也」。
正等正覺(者)、正等覺(者)、等正覺(者)、正遍知(者)、正遍覺(者)、最正覺(者)（三藐三菩陀、三藐三佛陀、三耶三佛）是如來十號之一。

## 闡釋
《大智度論》解釋「正」名諸法不動不壞相，「遍」名不為一法、二法故，以悉知一切法無餘不盡，是名三藐三佛陀。知苦如苦相，知集如集相，知滅如滅相，知道如道相。知一切諸法實不壞相，不增不減。知一切十方諸世界名號，六道所攝眾生名號；眾生先世因緣，未來世生處；一切十方眾生心相，諸結使、諸善根、諸出要，如是等一切諸法悉知，是名三藐三佛陀。
《成實論》解釋為「前際、後際及不相續，善通達故，得名正智（正遍智）」。
鳩摩羅什釋為「法無差故言正；智無不周故言遍；出生死夢故言覺」、僧肇釋為「見法無差謂之正；智無不周謂之遍；決定法相謂之知」、竺道生釋為「諸佛色身雖復若干，而一一佛無不有之，故無不等矣……若不等者，便有所不盡，不得名為正遍覺人也」。
曇鸞的《往生論註》解釋「等覺」為「以諸法等故，諸如來等，是故諸佛如來名為等覺」。
《解脫道論》解釋為「正遍知者，以一切行正知一切諸法，名正遍覺。復殺無明，名正遍覺。以獨覺無上菩提，名正遍覺」。
《清淨道論》解釋為「由於自己正覺一切法，故稱sammā-saṃbuddha（正自覺者）。即是說他是一切法的正覺者，應該通達的諸法業已通達覺悟，應該遍知的諸（苦）法業已遍知，應斷的諸（集）法業已斷絕，應證的諸（滅）法業已證得，應修的諸（道）法業已修習」。巴利義註將sammā解釋為正確，saṃ，作sāmaṃ解，意為獨自，因此sammā-saṃbuddha意為「正確地、自己覺悟了一切諸法」。
《阿毘達磨法蘊足論》解釋此詞為：「正等覺者，如世尊言：諸所有法、一切正性，如來一切知見解了正等覺，故名正等覺。」，又解釋「等法」（sam-）謂四念住、四正勝、四神足、五根、五力、七等覺支（sapta sam-bodhyanga）、八聖道支，如來一切知見解了正等覺，故名正等覺」。又「於一切苦集滅道，能現觀道，能證四沙門果道，能證六神通，能盡貪瞋癡慢憍垢道，如來一切皆正等覺，至誠堅住慇重作意，以因、以門、以理、以相正等覺故」，名正等覺。
《瑜伽師地論》解釋為：永斷所知障名為正等覺，解脫一切煩惱障為應供（阿羅漢）。以及「如其勝義，覺諸法故，名正等覺」。
《金剛般若波羅蜜經破取著不壞假名論》解釋為：「正」者，不顛倒義，「等」者，遍及滿義，故名正等覺。
窺基提出兩種解釋，一為「諸法莫先名無上，理事遍知名正等，離妄真照名正覺」，另一為「智、斷圓滿名無上，簡別外道、凡夫邪智名正，簡別小乘分智名等，簡別菩薩缺智名正覺」。
清涼澄觀在《大方廣佛華嚴經隨疏演義鈔》釋為：「理無偏邪目之為正、無法不照名曰遍知」。
《十號經》解釋為：「如來具一切智，於一切處無不了知，以四念處、四正斷、四神足、五根、五力、七覺支、八聖道、十二緣生、四諦法等如是之法，平等開覺一切眾生，令起智斷惑。證須陀洹果、斯陀含果、阿那含果、阿羅漢，具三明、六通，復於大乘作意思求，歷修諸地，斷盡結習，成無上覺，此名正等正覺。」
《大薩遮尼乾子所說經》和《大寶積經·菩薩藏會》解釋為：沙門瞿曇於凡夫法、聖人法、聲聞法、緣覺法、佛法、菩薩法、學法、無學法、世間法、出世間法、善法、不善法、有漏法、無漏法、有為法、無為法，如是等一切諸法，如來悉能平等正覺，是故名為正等覺者。又解釋平等（sama）之性為「諸見自體與彼空性其性平等」乃至於「生死流轉自體與彼寂靜涅槃其性平等」。